# Maestro di Panzano
Il Maestro di Panzano, o Maestro del trittico di Panzano (XIV secolo), è stato un pittore italiano, attivo nella seconda metà del Trecento.

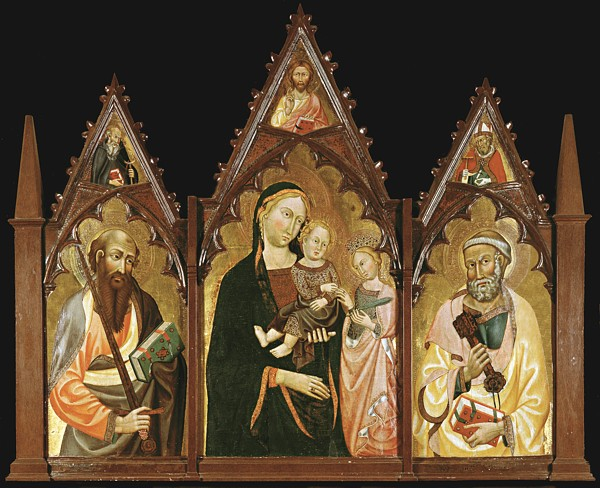
Trittico della pieve di San Leolino a Panzano

Di scuola senese, deve il suo nome al trittico con la Madonna col Bambino che sposa santa Caterina d'Alessandria tra i santi Pietro e Paolo nella pieve di San Leolino a Panzano in Chianti. Attivo nella zona, gli è attribuita, tra l'altro, la Madonna col Bambino e santi nei Musei riuniti di Montalcino.